# 范朝利
范朝利（1914年3月11日—2012年8月6日），中国人民解放军中将，1955年获二级八一勋章、一级独立自由勋章、一级解放勋章，1988年获一级红星功勋荣誉章。2012年8月6日在济南逝世，享年98岁。
在中国大陆网络中，范朝利的照片经常被当作另一位中将朵噶·彭措饶杰的照片。